# Condado de Cache
O Condado de Cache é um dos 29 condados do Estado americano do Utah. A sede do condado é Logan, que é também a sua maior cidade. O condado tem uma área de 3038 km², uma população de 91 391 habitantes, e uma densidade populacional de 30 hab/km² (segundo o censo nacional de 2000). O condado foi fundado em 1856.